# 格朗堡 (瓜德罗普)
格朗堡（法語：Grand-Bourg，法語發音：[ɡʁɑ̃ buʁ]）是法国海外省瓜德罗普的一个市镇，位于玛丽-加朗特岛，属于皮特尔角城区。

## 地理
格朗堡（15°53'0"N, 61°18'58"W）面积55.54 平方千米。与格朗堡接壤的市镇（或旧市镇、城区）包括：卡佩斯泰尔德玛丽-加朗特、圣路易。
格朗堡的时区为UTC−04:00（大西洋时区）。

## 行政
格朗堡的邮政编码为97112，INSEE市镇编码为97112。

## 政治
格朗堡所属的省级选区为玛丽-加朗特县。

## 人口

1962-2008年间格朗堡人口变化图示

格朗堡于2022年1月1日时的人口数量为4678人。

## 友好城市
- 上塞纳省 巴涅